# Elias Lönnrot
Elias Lönnrot, född 9 april 1802 på Paikkari torp i Sammatti socken i Finland, död 19 mars 1884 där, var en finländsk författare och folkdiktnings- och språkforskare, botaniker och läkare. Lönnrot är främst känd för sammanställningen av det finska nationaleposet Kalevala. Huvuddelen av hans litterära produktion är skriven på finska. Hans svenskspråkiga produktion inskränker sig i stort till akademiska texter och tidningsartiklar.

## Biografi
Elias Lönnrot var son till byskräddare Fredrik Johan Lönnrot och Ulrika Wahlberg och var det fjärde av sju barn. Han växte upp i anspråkslösa förhållanden, men lärde sig läsa och skriva sitt finska modersmål redan som femåring. Lönnrot lärde sig även svenska, inte minst för att det i den tidens Finland var ett måste för att skaffa sig en utbildning av värde. Åren 1814–1815 gick han i Ekenäs pedagogi och fortsatte sedan 1816–1818 vid katedralskolan i Åbo. Studierna avbröts på grund av penningbrist. Istället tog han 1820 anställning som apotekarlärling.
År 1822 började Lönnrot studera filosofi och annan humaniora vid Kungliga Akademien i Åbo. Han visade redan då ett intresse för finländsk folkdiktning och det blev temat för magistersavhandlingen De Väinämöine, priscorum Fennorum numine. Lönnrot skrev sig in som medicine studerande år 1829 vid Alexandersuniversitet i Helsingfors och blev medicine doktor i juni 1832. Hans doktorsavhandling hette Finnarnes Magiska Medicin. Efter vissa omständigheter blev han 1833 utnämnd till landskapsläkare i Kajanaland.
Lönnrot utförde även en hel del vid sidan om studierna. År 1828 reste han omkring i Karelen och Savolax för att samla material för det som skulle komma att bli Kalevala. Han var med om att 1831 grunda Finska Litteratursällskapet, i vars arkiv hans anteckningar senare kom att deponeras. År 1831 företog han en andra resa till Karelen.
Lönnrot tog ofta ledigt från läkartjänsten för att koncentrera sig på sin litterära produktion. Han reste vida omkring för att samla mer material för Kalevala och besökte bland annat Estland 1844. Där mötte han Friedrich Reinhold Kreutzwald, som senare blev berömd för att ha varit med om att sammanställa Kalevipoeg, Estlands nationalepos. Den första upplagan av Kalevala kom ut redan 1835 och en utvidgad version 1847.
Av större relevans för läkaryrket var Lönnrots många skrifter om läkarvård och botanik. När en professur i det finska språket blev ledig år 1852 vid Helsingfors universitet ansökte Lönnrot med framgång om att få tjänsten. Han skötte tjänsten från 1854 fram till 1862 då han flyttade tillbaka till hemorten Sammatti. Hans Svenska skrifter 1–2, utgavs 1908–1911.

### Familj

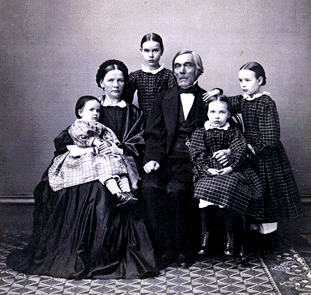
Lönnrot med familj i början av 1860-talet.

Elias Lönnrot gifte sig vid 47 års ålder, år 1849, med Maria Piponius. Paret fick fem barn: Elias föddes år 1850, Maria Ulrika 1852, Ida Karolina 1855, Elina Sofia 1858 och Thekla Natalia 1860. Alla barnen förutom Ida omkom i olika epidemier. Elias Lönnrot var även förmyndare för systrarna Anna och Eva Ingman från 1858 till 1873. Hustrun Maria dog 1868 i tuberkulos, och efter detta tog Lönnrot ensam hand om barnen.

## Verksamhet

### Diktning
Vid sidan av sina mest betydande litterära verk, Kalevala och Kanteletar, skrev Lönnrot även ett antal mindre poesistycken och psalmer. Bland dessa finns såväl egna dikter på finska och svenska som översättningar. Han intresserade sig för metrik och använde sig gärna av klassiska versmått. Redan 1824, som tjugoettåring, fick han en dikt publicerad i Åbo Underrättelser; dikten, som var på svenska, hette "Hamnen" och angavs vara en tolkning av en text av ryssen Nikolaj Karamzin. Vidare trycktes några av Lönnrots svenskspråkiga "imitationer" eller friare översättningar i Borgå Tidning 1838. Bland hans egna svenska texter finns mest tillfällesdikter och hyllningar, och hans längsta dikt på detta språk är balladen "Den skendöda", som ingick i kalendern Veteranen 1858.
Lönnrots finskspråkiga poetiska produktion omfattar egna dikter och psalmer samt översättningar från svenska, ryska, tyska och grekiska. Även här märks tillfällighetsdikter, den längsta av vilka skrevs för Gamla studenthusets invigning 1870. Bland översättningarna märks tretton dikter av Johan Ludvig Runeberg, däribland "Bonden Paavo" och "Vid en källa". Som ordförande i psalmbokskommittén 1863 översatte Lönnrot en del psalmer samt författade några egna.

### Språkforskning
Lönnrots viktigaste språkvetenskapliga arbete var hans Finskt-svenskt lexikon, som började publiceras i häften 1867 och blev färdigt 1880. Ordboken omfattar omkring 200 000 uppslagsord, inklusive ett stort antal nyord myntade av Lönnrot själv. En del av dessa fanns inte belagda i språket utan skapades som rent teoretiska avledningar och anammades aldrig, medan flera tusen har blivit del av finskans ordförråd, exempelvis osoite (adress) och itsenäinen (självständig). Ordboken var först i sitt slag med att presentera uppslagsorden i bokstavsordning snarare än i etymologiska grupper, och behöll sin position som standardverk i över åttio år.

Auktorsnamnet Lönnrot kan användas för Elias Lönnrot i samband med ett vetenskapligt namn inom botaniken; se Wikipediaartiklar som länkar till auktorsnamnet.

## Eftermäle
Asteroiden 2243 Lönnrot är uppkallad efter honom.